# Драгоценная находка
«Драгоценная находка» (англ. Precious Find) — фантастический фильм 1996 года режиссёра Филиппа Мора.

## Сюжет
2049 год. Авантюрист Крил Хагер (Рутгер Хауэр) становится обладателем ключа к несметным сокровищам, которые находятся в недрах одного из астероидов, и одержим жаждой приключений и легкой наживы. Осознав, что в одиночку ему не удастся заполучить сокровища, он собирает команду и организовывает экспедицию, состоящую из капитана Камиллы Джеймс (Джоан Чен), человека сомнительной репутации Сэма Хортона (Брайон Джеймс) и молодого золотоискателя Бена (Харольт Пруэтт). Но не только они знают о кладе, ибо по их следу пускается банда андроидов во главе с киборгом Лу Секи. Жажда наживы настолько велика, что остается загадкой, кто выживет в этой золотой лихорадке.

## В ролях
| Актёр          | Роль              |
| -------------- | ----------------- |
| Рутгер Хауэр   | Армонд Крилл      |
| Джоан Чен      | Камилла Джонс     |
| Гарольд Пруэтт | Бэн Резерфорд     |
| Брайон Джеймс  | Сэм Хортон        |
| Морган Хантер  | Саломон           |
| Дон Страуд     | Лу Секи           |
| Филипп Мора    | Косников          |
| Тим Де Зарн    | Фредди-«Альбинос» |